# Frithia
Genre
Classification phylogénétique

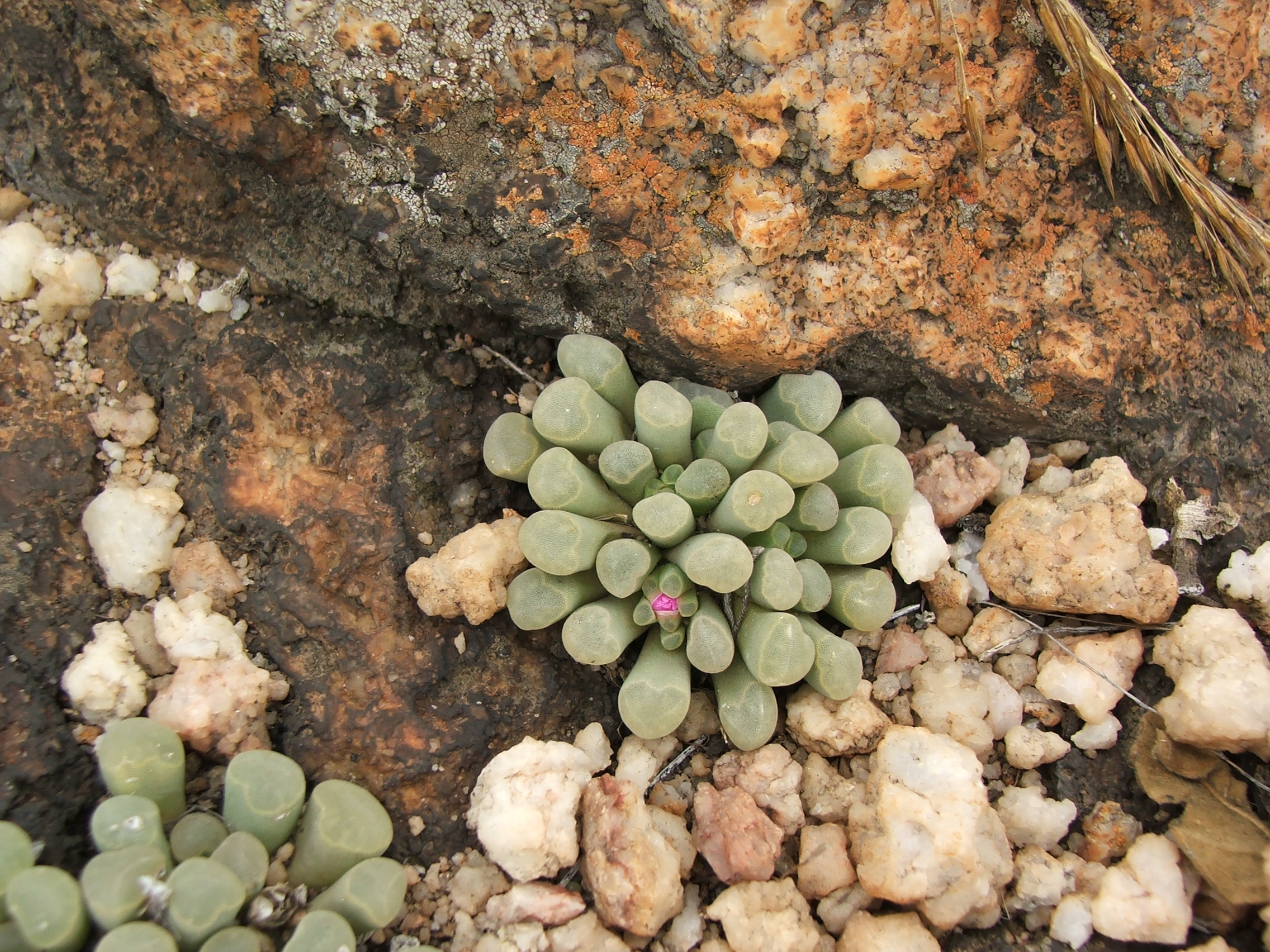
Frithia pulchra dans son habitat naturel.

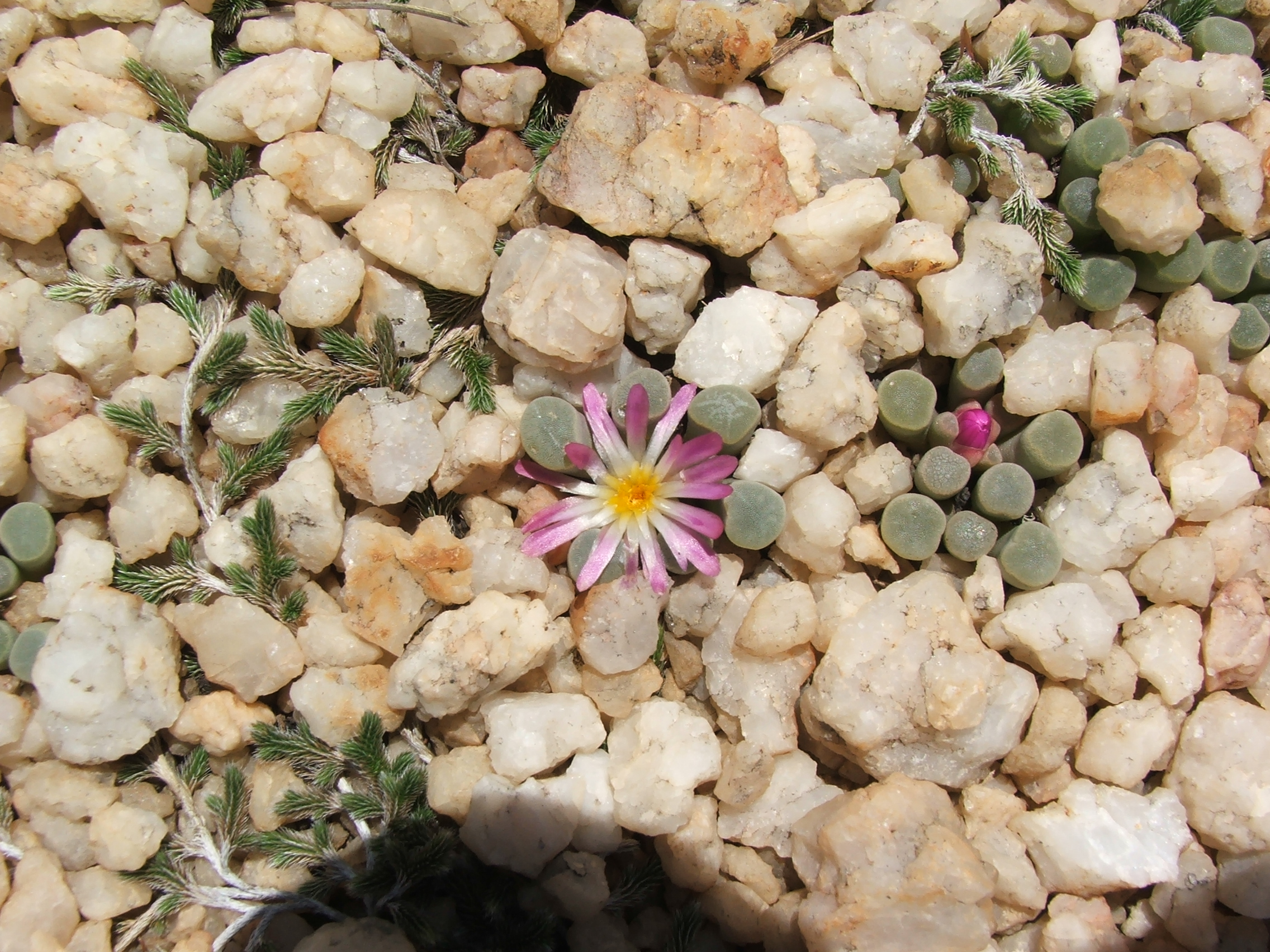
Frithia pulchra en fleur dans son habitat naturel.

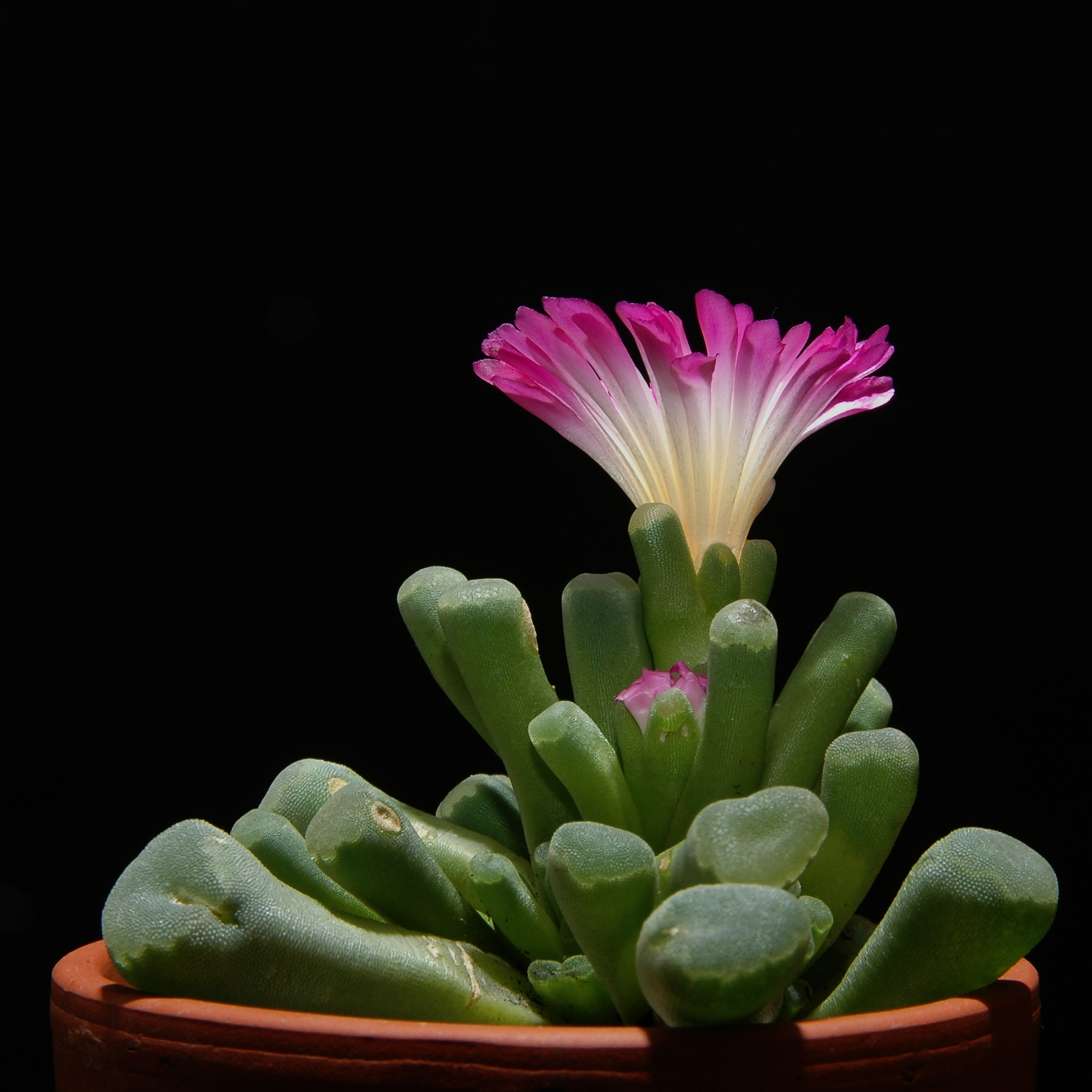
Frithia pulchra.

Frithia est un genre botanique de 2 espèces de plantes succulentes tropicales à fleurs de la famille des Aizoaceae.
Elles sont originaires des terrains plats et sableux du Transvall en Afrique du Sud.
Les fleurs sont rose violacé.
Elles poussent semi-enterrés et disposent de fenêtres sur la partie supérieure des articles comme les Fenestraria.
Contrairement aux Fenestraria, elles ont besoin de nombreux arrosages durant l'été.

## Espèces
- Frithia pulchra N.E.Br.
- Frithia humilis Burgoyne.